# Eburodacrys trilineata
Eburodacrys trilineata es una especie de escarabajo longicornio del género Eburodacrys, tribu Eburiini, subfamilia Cerambycinae. Fue descrita científicamente por Aurivillius en 1893.

## Descripción
Mide 10,9-15,3 milímetros de longitud.

## Distribución
Se distribuye por Brasil.